# 斗古镇
斗古镇，是中华人民共和国贵州省毕节市威宁彝族回族苗族自治县下辖的一个乡镇级行政单位。
2015年12月8日，贵州省人民政府批复同意撤销斗古乡建制，设置斗古镇，撤乡设镇后行政区域和政府驻地不变。

## 行政区划
斗古镇下辖以下地区：
三营村、斗古村、松山村、水塘村、白沙村、干沟村、上关村、中关村、松坪村、米乐村和石营村。